# Primera División 1911 (Uruguay)
Het seizoen 1911 van de Primera División was het elfde seizoen van de hoogste Uruguayaanse voetbalcompetitie, georganiseerd door de Liga Uruguaya de Football. De Primera División was een amateurcompetitie, pas vanaf 1932 werd het een professionele competitie.

## Teams
Er namen acht ploegen deel aan de Primera División tijdens het seizoen 1911; de top-acht van het vorige seizoen. French FC degradeerde, maar uit de Segunda División promoveerde dit jaar geen club.
| Club                                 | Stad       | Stadion                | Vorig seizoen |
| ------------------------------------ | ---------- | ---------------------- | ------------- |
| Bristol FC                           | Montevideo | Onbekend               | 8e            |
| Central FC                           | Montevideo | Cancha Punta Carretas  | 5e            |
| Central Uruguay Railway Cricket Club | Montevideo | Field de Villa Peñarol | 2e            |
| Dublin FC                            | Montevideo | Onbekend               | 6e            |
| Libertad FC                          | Montevideo | Cancha Reducto         | 7e            |
| Montevideo Wanderers FC              | Montevideo | Estadio Belvedere      | 4e            |
| Club Nacional de Football            | Montevideo | Gran Parque Central    | 3e            |
| River Plate FC                       | Montevideo | Parque Lugano          | 1e            |

## Competitie-opzet
Alle deelnemende clubs speelden tweemaal tegen elkaar (thuis en uit). De ploeg met de meeste punten werd kampioen.
Er was vooral spanning in de strijd om de tweede plaats. C.U.R.C.C. werd landskampioen met twaalf overwinningen, één gelijkspel en één nederlaag. Alleen Montevideo Wanderers FC wist te winnen van de Carboneros. Wanderers werd uiteindelijk tweede, negen punten achter C.U.R.C.C. en met één punt meer dan uittredend landskampioen River Plate FC, Dublin FC en Club Nacional de Football.
Dit seizoen werd ook gekenmerkt door een breuk in de selectie van Nacional. Enkele spelers, waaronder Juan Pena en Alberto Cantury (allebei topscorer van de competitie in het verleden) verlieten de club en werden lid van Bristol FC, een elitaire club (die vond dat het voetbal strikt een amateursport moest blijven). Dit zorgde voor een tijdelijke rivaliteit tussen Bristol en Nacional. Op 1 november speelden C.U.R.C.C. en Nacional tegen elkaar in de Copa de Honor. Deze wedstrijd werd door C.U.R.C.C. met 7–3 gewonnen. Dit was de doelpuntrijkste ontmoeting tussen beide rivalen tot op heden.
De rode lantaarn was voor Libertad FC. In hun tweede seizoen op het hoogste niveau wonnen ze slechts twee duels, waardoor ze degradeerden uit de Primera División.

### Kwalificatie voor internationale toernooien
Sinds 1900 werd de Copa de Competencia Chevallier Boutell (ook wel bekend als de Tie Cup) gespeeld tussen Uruguayaanse en Argentijnse clubs. De winnaar van de Copa Competencia kwalificeerde zich als Uruguayaanse deelnemer voor dit toernooi. Sinds 1905 werd om een tweede Rioplatensische beker gespeeld, de Copa de Honor Cousenier. De winnaar van de Copa de Honor plaatste zich namens Uruguay voor dit toernooi. De Copa Competencia en Copa de Honor waren allebei een officiële Copa de la Liga, maar maakten geen deel uit van de Primera División.

### Eindstand
|     | Club                      | Sp. | W  | G | V | Pnt. | DV | DT | DS  |
| --- | ------------------------- | --- | -- | - | - | ---- | -- | -- | --- |
| 01. | C.U.R.C.C.                | 14  | 12 | 1 | 1 | 25   | 29 | 9  | +20 |
| 2.  | Montevideo Wanderers FC   | 14  | 6  | 4 | 4 | 16   | 28 | 13 | +15 |
| 3.  | River Plate FC            | 14  | 5  | 5 | 4 | 15   | 25 | 14 | +11 |
| 4.  | Dublin FC                 | 14  | 6  | 3 | 5 | 15   | 25 | 26 | –1  |
| 5.  | Club Nacional de Football | 14  | 6  | 2 | 5 | 15   | 17 | 19 | –2  |
| 6.  | Bristol FC                | 14  | 4  | 2 | 8 | 10   | 20 | 32 | –12 |
| 7.  | Central FC                | 14  | 3  | 3 | 8 | 9    | 17 | 27 | –10 |
| 8.  | Libertad FC               | 14  | 2  | 3 | 9 | 7    | 12 | 33 | –21 |

### Legenda
| Kleur | Kwalificatie voor                                    |
| ----- | ---------------------------------------------------- |
|       | Tie Cup 1911 (winnaar Copa Competencia)              |
|       | Copa de Honor Cousenier 1911 (winnaar Copa de Honor) |
|       | Segunda División 1912                                |

| Winnaar Primera División 1911 |
| ----------------------------- |
| C.U.R.C.C. 5e titel           |

1900 · 1901 · 1902 · 1903 · 1904 · 1905 · 1906 · 1907 · 1908 · 1909 · 1910 · 1911 · 1912 · 1913 · 1914 · 1915 · 1916 · 1917 · 1918 · 1919 · 1920 · 1921 · 1922 · 1923 · 1924 · 1925 · 1926 · 1927 · 1928 · 1929 · 1930 · 1931 · 1932 · 1933 · 1934 · 1935 · 1936 · 1937 · 1938 · 1939 · 1940 · 1941 · 1942 · 1943 · 1944 · 1945 · 1946 · 1947 · 1948 · 1949 · 1950 · 1951 · 1952 · 1953 · 1954 · 1955 · 1956 · 1957 · 1958 · 1959 · 1960 · 1961 · 1962 · 1963 · 1964 · 1965 · 1966 · 1967 · 1968 · 1969 · 1970 · 1971 · 1972 · 1973 · 1974 · 1975 · 1976 · 1977 · 1978 · 1979 · 1980 · 1981 · 1982 · 1983 · 1984 · 1985 · 1986 · 1987 · 1988 · 1989 · 1990 · 1991 · 1992 · 1993 · 1994 · 1995 · 1996 · 1997 · 1998 · 1999 · 2000 · 2001 · 2002 · 2003 ·  2004 · 2005 · 2005/06 · 2006/07 · 2007/08 · 2008/09 · 2009/10 · 2010/11 ·  2011/12 · 2012/13 · 2013/14 · 2014/15 · 2015/16 · 2016 · 2017 · 2018 · 2019 · 2020 · 2021 · 2022 · 2023